# PricewaterhouseCoopers
PricewaterhouseCoopers és una xarxa multinacional de serveis professionals multinacionals que opera com a associacions sota la marca PwC. PwC ocupa la segona xarxa de serveis professionals més gran del món i és considerada una de les quatre grans empreses comptables, juntament amb Deloitte, EY i KPMG.
Les empreses PwC operen a 157 països, 742 ubicacions, amb 276.000 persones. A partir del 2019, el 26% de la força de treball treballava a les Amèriques, el 26% a Àsia, el 32% a Europa occidental i el 5% a l'Orient Mitjà i Àfrica. Els ingressos globals de la companyia van ser de 42.400 milions de dòlars el passat exercici, dels quals 17.400 milions van ser generats per la seva pràctica de garantia, 10.700 milions per la seva pràctica fiscal i jurídica i 14.400 milions per la seva pràctica consultiva.
L'empresa en la seva forma actual es va crear el 1998 per una fusió entre dues empreses comptables; Coopers & Lybrand i Price Waterhouse. [1] Les dues empreses tenien històries que es remuntaven al segle xix. El nom comercial es va escurçar a PwC (on-logo writing pwc) el setembre del 2010 com a part d'un esforç de rebranding.
PricewaterhouseCoopers International Limited, amb seu a Londres, Regne Unit, és una entitat coordinadora de la xarxa global d'empreses. Gestiona la marca global i desenvolupa polítiques i iniciatives per crear un enfocament comú i coordinat en àrees com el risc, la qualitat i l'estratègia. No proporciona serveis als clients.
A partir del 2020, PwC és la cinquena empresa privada més gran dels Estats Units.

## Història
La firma es va crear el 1998 quan Coopers & Lybrand es van fusionar amb Price Waterhouse.

### Coopers & Lybrand
El 1854, William Cooper va fundar una pràctica comptable a Londres, Anglaterra. Es va convertir en Cooper Brothers set anys després quan es van unir els seus tres germans.
El 1898, Robert H. Montgomery, William M. Lybrand, Adam A. Ross Jr. i el seu germà T. Edward Ross van formar Lybrand, Ross Brothers i Montgomery als Estats Units.
El 1957, Cooper Brothers, juntament amb Lybrand, Ross Bros & Montgomery i una firma canadenca (McDonald, Currie and Co.), van acordar adoptar el nom de Coopers & Lybrand en la pràctica internacional. El 1973, les tres empreses membres del Regne Unit, els Estats Units i el Canadà van canviar el seu nom per Coopers & Lybrand. Aleshores, el 1980, Coopers & Lybrand va ampliar substancialment la seva experiència en insolvència adquirint Cork Gully, una empresa líder en aquest camp al Regne Unit. El 1990, en certs països, inclòs el Regne Unit, Coopers & Lybrand es van fusionar amb Deloitte, Haskins & Sells per convertir-se en Coopers & Lybrand Deloitte; el 1992 van tornar a Coopers & Lybrand.

### Price Waterhouse
El 1849, Samuel Lowell Price, comptable, va fundar una consulta de comptabilitat a Londres, Anglaterra. El 1865, Price es va associar amb William Hopkins Holyland i Edwin Waterhouse. Holyland se'n va anar poc després per treballar sol en comptabilitat i la firma es coneixia des de 1874 com Price, Waterhouse & Co.
A finals del segle xix, Price Waterhouse havia guanyat el reconeixement com a empresa comptable. Com a conseqüència del creixent comerç entre el Regne Unit i els Estats Units, Price Waterhouse va obrir una oficina a Nova York el 1890 i la firma nord-americana es va expandir. L'empresa britànica original va obrir una oficina a Liverpool el 1904 i després en altres llocs del Regne Unit i del món, establint cada vegada una associació independent a cada país: la pràctica mundial de PW era, per tant, una federació d'empreses col·laboradores que havien crescut orgànicament més aviat. que el resultat d'una fusió internacional.
En un altre esforç per aprofitar les economies d'escala, PW i Arthur Andersen van discutir una fusió el 1989, però les negociacions van fracassar, principalment a causa de conflictes d'interessos, com ara els forts vincles comercials d'Andersen amb IBM i l'auditoria d'IBM de PW, així com la cultures radicalment diferents de les dues empreses. Els implicats amb la fallida fusió van dir que al final de la discussió, els socis de la taula es van adonar que tenien diferents punts de vista sobre el negoci i que la fusió potencial es va desestimar.

### 1998 a l'actualitat
El 1998, Price Waterhouse es va fusionar amb Coopers & Lybrand per formar PricewaterhouseCoopers (escrit amb una minúscula "w" i una camelcase "C").
Després de la fusió, l'empresa tenia una gran branca de consultoria professional, igual que altres grans empreses de comptabilitat, generant gran part de les seves comissions. La principal causa de creixement als anys noranta va ser la implementació de sistemes complexos de planificació de recursos empresarials integrats (ERP) per a empreses multinacionals. PwC es va veure sotmès a pressions creixents per evitar conflictes d'interessos en no proporcionar serveis de consultoria, en particular disseny i implementació de sistemes financers, als seus clients d'auditoria. Atès que va auditar una gran part de les empreses més grans del món, això començava a limitar el seu mercat de consultoria. Aquests conflictes van augmentar a mesura que es van desenvolupar serveis addicionals, inclosa la subcontractació de TI i operacions de back-office. Per aquestes raons, el 2000, Ernst & Young va ser el primer dels quatre grans a vendre els seus serveis de consultoria, a Capgemini.
Les conseqüències dels escàndols d'Enron, Worldcom i d'altres auditories financeres van conduir a l'aprovació de la Sarbanes – Oxley Act (2002), que va limitar severament la interacció entre els serveis de consultoria de gestió i d'auditoria (assegurança). PwC Consulting va començar a fer negocis amb el seu propi nom en lloc de ser la divisió MCS de PricewaterhouseCoopers. PwC, per tant, planejava capitalitzar el ràpid creixement de MCS mitjançant la seva venda a Hewlett Packard (per un import reportat de 17.000 milions de dòlars), però les negociacions es van trencar el 2000.
El 2000, PwC va adquirir el soci de consultoria SAP més gran del Canadà, Omnilogic Systems.
El març del 2002, Arthur Andersen, filials de LLP a Hong Kong i la Xina, van completar converses per unir-se a PricewaterhouseCoopers, Xina.
PwC va anunciar el maig del 2002 que les seves activitats de consultoria se separarien com a entitat independent i va contractar un conseller delegat extern per dirigir la firma global. Es va contractar una consultora externa, Wolff Olins, per crear una imatge de marca per a la nova entitat, anomenada "Monday". El director general de la firma, Greg Brenneman, va descriure el nom insòlit com "una paraula real, concisa, reconeixible, global i adequada per a una empresa que treballa dur per obtenir resultats". Aquests plans aviat es van revisar, però. L'octubre de 2002, PwC va vendre tot el negoci de consultoria a IBM per aproximadament 3.500 milions de dòlars en efectiu i accions. El negoci de consultoria de PwC es va absorbir a IBM.

## Operacions
Les operacions de PwC són globals, amb Europa representant el 36% del total i les Amèriques amb el 44% a partir de 2016. El major creixement de PwC en l'exercici 2018 va ser a Àsia, on els ingressos van augmentar un 15%, seguits d'un creixement del 12% en ingressos procedents d'Orient Mitjà i Àfrica.

### Línies de servei
PwC s’organitza en les tres línies de serveis següents (les quotes d'ingressos del 2017 apareixen entre parèntesis):
Garantia (41%): els serveis de garantia són els que normalment s’associen a auditories financeres
Assessorament (33%): els serveis d'assessorament que ofereix PwC inclouen dos departaments de consultoria actuarial; Solucions actuarials i de gestió d'assegurances (AIMS) i una subdivisió de "Serveis de recursos humans" (HRS). L'actuari cobreix principalment cinc àrees: pensions, assegurances de vida, assegurances no-vida, salut i inversions. AIMS s’ocupa d'assegurances i inversions de vida i no vida, mentre que HRS s’ocupa principalment de les pensions i la salut col·lectiva. PwC també s'ha expandit als mitjans digitals i a l'espai publicitari.
Impostos (25%): planificació fiscal internacional i compliment de les lleis fiscals locals, duanes, consultoria de recursos humans, serveis jurídics i preus de transferència
Anàlisi de dades
A causa de la seva mida, PwC és capaç d'aportar anàlisis de dades a una àmplia gamma d'àrees.
Càlcul de la mida del mercat dels drons: PwC va publicar un informe del 2016 que afirmava que el mercat mundial de drons arribaria als 127.000 milions de dòlars el 2020, amb Polònia al capdavant de la legislació per a l'ús comercial de vehicles aeris no tripulats.
PwC va encunyar el terme E7 per descriure les set economies emergents que la companyia preveu que prendran les nacions actuals del G7 per a l'any 2050. Aquests set països emergents són la Xina, Rússia, l'Índia, Mèxic, Indonèsia, Turquia i el Brasil.
PwC avalua la prima de risc d'un país, un factor important en l'anàlisi de la valoració d'una entitat.
L'empresa analitza la paritat salarial, els salaris comparatius entre homes i dones. A principis del 2017, PwC va trobar en el seu estudi Women in Work Index que el Regne Unit podria trigar 24 anys, fins al 2041, a tancar la bretxa salarial de gènere.
PwC publica l'índex d'economia de baix carboni, que fa un seguiment de fins a quin punt els països del G20 redueixen les emissions de carboni.
L'economia del mar és un projecte d'anàlisi a llarg termini de PwC Portugal. Forma part del projecte HELM, llançat el 2006 per crear un enfocament integrat de pràctiques marítimes reeixides i sostenibles. Analitza les millors pràctiques a tot el món i recopila dades d'indústries que depenen o treballen al mar i de les nacions que l'utilitzen.
PwC va desenvolupar el marc TIMM (Total Impact Measurement and Management), dissenyat per ajudar les empreses a dur a terme estudis d'impacte que els ajudin a valorar totes les activitats, productes o serveis de l'empresa.
Oficines
PwC té socis en aproximadament 800 oficines de 157 països amb 200.000 empleats.
Oficines notables: torre d'oficines de Seaport a Boston; i la torre de la ciutat de la cascada Magwa Crescent a Midrand, Sud-àfrica.

## Estructura jurídica
PwC es refereix a la xarxa PwC i / o una o més de les seves empreses membres, cadascuna de les quals és una entitat jurídica independent a causa dels requisits legislatius locals. Igual que altres empreses de serveis professionals, cada empresa membre és financera i legalment independent. PwC està coordinat per una empresa privada limitada per garantia segons la legislació anglesa, anomenada PricewaterhouseCoopers International Limited. A més, PwC està registrada com una entitat multidisciplinària que també presta serveis jurídics.

## Nom
El nom de PricewaterhouseCoopers es va formar per la combinació dels noms de Price Waterhouse i Coopers & Lybrand, després de la seva fusió el 1998. El 20 de setembre de 2010, PricewaterhouseCoopers va canviar el nom de PwC, tot i que el nom legal de la firma va continuar sent PricewaterhouseCoopers.

## Logo
Els següents són els diversos logotips que la companyia ha utilitzat al llarg dels anys. L'actual logotip de PwC es va introduir el setembre de 2010, quan la companyia va canviar el seu nom comercial de PricewaterhouseCoopers a PwC. Va ser dissenyat per Wolff Olins.

## Acadèmia de les Arts i les Ciències Cinematogràfiques
L'Acadèmia de les Arts i les Ciències Cinematogràfiques (AMPAS) ha utilitzat els serveis de PwC per comptar els vots dels premis de l'Acadèmia des de 1935. A més, l'empresa supervisa les eleccions AMPAS, prepara els seus documents financers i és responsable de la presentació d'impostos del grup .
A la 89a edició dels Premis de l'Acadèmia del 2017, La La Land es va anunciar incorrectament com a guanyadora de la millor pel·lícula després que Brian Cullinan, soci de PwC, donés als sobresortidors els presentadors Warren Beatty i Faye Dunaway. PwC va ser l'encarregat de tabular els resultats, preparar els sobres i lliurar-los als presentadors. Es deia "tan malament com es podia imaginar". La firma va assumir la "plena responsabilitat" de lliurar el sobre equivocat als presentadors i es va disculpar per l'error, reconeixent que Cullinan i la companya de PwC, Martha Ruiz, no van seguir els protocols per corregir l'error ràpidament. El març de 2017, la junta de govern de l'Acadèmia va votar per mantenir els serveis de la firma comptable PricewaterhouseCoopers, tot i la confusió, dient que "s'han establert nous protocols que inclouen una supervisió més gran del president dels Estats Units de PwC, Tim Ryan".

## Esponsorització

### Esports
PwC patrocina la revista en línia Weekly Insights de la Lliga canadenca de futbol.
Des del 2011 PwC patrocina la Royal Belgian Football Association i la selecció nacional, els Red Devils.
La firma va patrocinar nou atletes canadencs el 2011: el ciclista Ryder Hesjedal; Els patinadors de velocitat medallistes olímpics d'or Charles i François Hamelin; la lluitadora Carol Huynh; esquiador para-alpí Matt Hallatt; i quatre atletes addicionals.
PwC patrocina la selecció de futbol holandesa des del 1992.
El 2012 PwC va ampliar el patrocini del Campionat de Jugadors de l'Associació de Golfistes Professionals (PGA) fins al 2017. La companyia va ser un dels dos patrocinadors de l'esdeveniment anual PGA Tour que se celebra cada any a TPC Sawgrass.
El maig de 2016 PwC va acordar renovar el patrocini de la Unió de Futbol de Rugbi Irlandès (IRFU) per quatre anys més. El patrocini inclou que PwC continua sent el patrocinador oficial dels equips Irlanda sub-20, Ireland sub-19 i Ireland sub-18.

### Premis
PwC patrocina el guardó financer de l'any del Canadà.
PwC va crear "The Building Public Trust in Corporate Reporting Awards" (BPTA) el 2002, que ara cobreix els sectors FTSE 100, FTSE 250, privat, públic i de beneficència per a un total de 18 premis.
Startups
El 2010 Startupbootcamp Copenhagen va anunciar que PwC Dinamarca va signar un acord de patrocini amb ells, convertint PwC en el seu primer patrocinador signat.
El 2010 PwC va començar a patrocinar l'organització internacional sense ànim de lucre Slush, que organitza esdeveniments que combinen emprenedors i talent tecnològic amb grans corporacions i inversors.
PwC patrocina Fast Growth Icons, una conferència que posa de manifest les idees dels constructors d'empreses d'èxit; un grup d'assistents fundadors d'empreses amb un creixement ràpid dels ingressos; i oferint consells i aprenentatge pràctic en sessions de fundador a fundador.
El PwC Social Entrepreneurs Club patrocina els membres a través de socis comunitaris, inclosa l'Escola d'Empresaris Socials i Social Enterprise UK.

### Altres
El febrer de 2011 PwC va ser el patrocinador del debat televisat "El futur de l'ocupació: Occident no funciona", filmat a la reunió anual del Fòrum Econòmic Mundial. La companyia és un soci estratègic amb el WEF des dels anys vuitanta.
PwC patrocina una fundació benèfica, fundada el 1949, que té com a missió "fer contribucions a la gent de l'empresa en temps de dificultats financeres a través de les persones que cuiden fons i a organitzacions sense ànim de lucre que donen suport i promouen l'educació i l'humanitarisme.
El 2016 PwC va ser patrocinador de la Cimera del CEO APEC celebrada al Perú.
La companyia és patrocinadora del Mobile World Congress i del World Economic Forum.
PwC patrocina PwC Pantomime, un grup de teatre al Regne Unit que produeix un espectacle de pantomima a gran escala que té com a objectiu donar alegria als nens de les escoles i organitzacions benèfiques de la ciutat. El 2017, la seva producció de Hansel i Gretel va ser la seva 31a producció de pantomima com a part del seu programa d'Afers comunitaris que dona suport a la comunitat local.
La firma és sòcia de la Royal Concertgebouw Orchestra dels Països Baixos.
PwC patrocina la Buy Social Campaign, la campanya insígnia de Social Enterprise UK, que construeix mercats per a empreses socials en els sectors públic i privat. The Buy Social Corporate Challenge està patrocinat per PwC, Social Enterprise UK i el Gabinet Office per reunir empreses de gran perfil per comprometre’s a gastar 1.000 milions de lliures esterlines amb empreses socials el 2020.
La firma dona suport al teatre Old Vic de Londres.
Wellbeing of Women és una organització sense ànim de lucre que treballa per millorar la salut de les dones i els nadons, amb el suport de PwC.
PwC patrocina els premis anuals de negocis privats del Regne Unit.

## Afers corporatius i cultura
L'empresa dona feina a un gran nombre de treballadors joves, amb el 80% de la seva plantilla millennials a partir del 2017. Segons PwC, l'empresa utilitza l'educació per salvar les diferències culturals entre generacions. L'empresa també implementa un pla de tres passos "Connect-Embed-Improve" per promoure la implicació dels empleats. L'empresa requereix personal de nivell superior per continuar formant-se i aprenent; PwC també va crear una plataforma de col·laboració social anomenada Spark per permetre als empleats accedir al curs materials i tasques, requisits previs complets i accés a materials de reforç.
El 2016, Tim Ryan, president de PwC, va ajudar a llançar la coalició CEO Action for Diversity and Inclusion, el major compromís empresarial dirigit per CEO per avançar en la diversitat i la inclusió en el lloc de treball.
Els empleats de PwC poden escollir el seu propi horari laboral, tret que l'alta direcció consideri impossible l'acord.
El 2002 PwC va publicar el primer "Codi de conducta" mundial de la professió comptable.
Strategy & i PwC publiquen Strategy + Business, una revista impresa i de negocis en línia centrada en qüestions de gestió i estratègia corporativa.

## Partnerships
El 2014 Google va anunciar la seva col·laboració amb PwC per impulsar l'adopció del núvol entre les empreses. La col·laboració amb Google forma part de la decisió de PwC de començar a traslladar el seu propi negoci al núvol. PwC és un dels tres milions de clients empresarials que utilitzen serveis de pagament a través de G Suite, anteriorment coneguda com a Apps for Work.
PwC s'associa amb les Nacions Unides per ajudar a mantenir els sistemes de control de l'organització internacional actualitzats. PwC també és un dels socis fundadors de la ONU Women HeForShe IMPACT 10x10x10 Initiative, llançada el 2015 per avançar en la igualtat de gènere. La iniciativa va crear un curs en línia que té com a objectiu augmentar la consciència del biaix inconscient de gènere a la vida corporativa.
El maig de 2016, a la seu de les Nacions Unides a Nova York, PwC va ser, juntament amb Microsoft, un dels principals patrocinadors de la cimera inaugural ID2020. La cimera va reunir més de 400 persones per debatre sobre com proporcionar identitat digital a tothom, Objectiu de desenvolupament sostenible, inclosos 1.500 milions de persones que viuen sense cap tipus d'identificació reconeguda. Els experts en blockchain i altra tecnologia criptogràfica es van unir a representants d'organismes tècnics d'estàndard per identificar com la tecnologia i altres coneixements del sector privat podrien assolir l'objectiu.
El 2016 PwC es va unir a Microsoft a l'Índia per portar els serveis d'ambdues empreses a la comunitat empresarial de l'Índia.
El 2016, en col·laboració amb Coursera, la companyia va llançar una plataforma educativa en línia de cinc cursos anomenada "Anàlisi de dades i habilitats de presentació".
El gener de 2017, Oracle i PwC van anunciar la seva col·laboració internacional per oferir programari de comptabilitat que complís la Norma Internacional d'Informació Financera 9 (NIIF 9).

## Personal
Des del 2020, PwC compta amb més de 250.000 empleats a tot el món. El percentatge més gran de treballadors treballen a Europa occidental, Àsia i Amèrica. El 2019, els 900 socis de renda variable de la firma van rebre una remuneració mitjana de 765.000 lliures esterlines.
A continuació es mostra un gràfic del nombre d'empleats de cada regió del món a partir de l'exercici 2019.

## Exalumnes
Entre els antics alumnes de la firma, destaquen:
- Ed Bastian – CEO of Delta Air Lines
- Mike Dooley – author, speaker and entrepreneur
- Tony Harrington – former CEO of MinterEllison
- Phil Knight – Founder of Nike, Inc.
- Tanoh Kpassagnon – American football defensive end for the Kansas City Chiefs of the National Football League
- Richard J. Kramer – Chairman, President and CEO of the Goodyear Tire and Rubber Company
- Ian Powell – Chairman of Capita, an outsourcing company
- Brian Roche – New Zealand business executive
- Dhivya Suryadevara – CFO of General Motors
- Brad Tilden – CEO and Chairman of Alaska Airlines
- Wendell Weeks – President of Corning Inc.

## Reconeixement
El 2010, Gartner va reconèixer PwC amb un Top Rating per a Consultoria Financera.
El 2012, la revista CartaCapital va situar PwC Brasil en el número 1 del segment Audit a la seva llista de les empreses més admirades del Brasil.
La pràctica del sector públic de PwC va rebre el Premi Nacional de Qualitat Malcolm Baldrige el 2014.
L'empresa va ser reconeguda pels Premis Europeus de la Diversitat com a ‘l'empresari més inclusiu de l'any’ el 2015.
PwC va rebre les cinc estrelles completes de l'índex de responsabilitat corporativa de l'empresa a la comunitat (BITC) durant diversos anys i el va aconseguir de nou el 2016 amb una puntuació del 99%. Van ser una de les quatre empreses de serveis professionals que ho van fer.
Advertising Age va ser nomenat PwC Digital Services Experience Center com un dels quatre millors llocs per treballar en publicitat i mitjans el 2016.
International Accounting Bulletin va atorgar a PwC el premi “Audit Innovation of the Year” per al 2016.
PwC Singapur va guanyar el 2016 el premi a les millors pràctiques de l'Institut de comptables comptables de Singapur.
El 2016, Brand Finance va designar PwC com la marca business to business més forta i una de les 10 marques més poderoses del món en el seu índex anual.
PwC es va classificar en el número 3 de les 12 millors empreses de diversitat global de DiversityInc el 2016.
PwC India va guanyar el premi Global Spotlight de l'Associació de les empreses consultores de gestió de 2016 en la categoria d'estratègies de creixement.
PwC va ser votat per una enquesta de graduats recentment ocupats com a número u de la llista de The Times dels 100 millors empleats graduats per al 2016, per 13è any consecutiu.
L'Australian Financial Review Client Choice Awards va reconèixer PwC amb el premi Market Leader Australia per al 2016 i el 2017.
Brand Finance va situar PwC entre les 500 marques més valuoses del món el 2017.
A partir del 2020, PwC ocupa el lloc número 5 de la llista d'empreses privades més grans d'Amèrica de Forbes, el número 68 de les seves marques més valuoses del món i el número 85 dels millors empresaris per a la diversitat; també figura a la llista de les principals empreses fiscals i comptables recomanades als Estats Units.
Des del 2020, PwC US ha estat a les 100 millors empreses de Fortune per treballar als Estats Units durant 16 anys.

## Controvèrsies
Discriminació laboral per gènere
El 1989, el Tribunal Suprem dels Estats Units va afirmar que Price Waterhouse havia de demostrar mitjançant una preponderància de les proves que la decisió sobre l'ocupació d'Ann Hopkins hauria estat la mateixa si no s'hagués produït cap discriminació sexual. La firma comptable no va demostrar que la mateixa decisió d'ajornar la promoció de Hopkins a l'associació s’hauria pres encara en absència de discriminació per sexe i, per tant, la decisió laboral constituïa discriminació per sexe segons el títol VII de la Llei de drets civils de 1964. la importància de la sentència del Tribunal Suprem era doble. En primer lloc, va establir que els estereotips de gènere es poden actuar com a discriminació per sexe. En segon lloc, va establir el marc de motius mixtos com a marc probatori per demostrar la discriminació segons una teoria del tractament dispar, fins i tot quan també hi ha motius legítims de l'acció laboral adversa. La candidatura de col·laboració de Hopkins s'havia suspès indefinidament. Finalment, va dimitir i va demandar l'empresa per sexisme laboral, argumentant que la seva falta de promoció es produïa després de la pressió per caminar, parlar, vestir-se i actuar de manera més "femenina".
El 1990, un jutge del districte federal de Washington va ordenar a la firma que fes soci de Hopkins. Va ser la primera vegada que un tribunal concedia una associació en una empresa professional com a remei per a la discriminació sexual o de raça.
Després de la demanda, l'empresa va rebre l'atenció dels mitjans de comunicació a causa de les seves pràctiques laborals discriminatòries envers els homes també. Tot i que els incidents d'aquesta marginació laboral es produeixen poques vegades, hi va haver diversos casos de tracte laboral injust.
Problemes fiscals
El 2014, va sortir a la llum que PwC havia rebut 55 milions de dòlars de Caterpillar Inc. per desenvolupar un esquema d'evitació fiscal, segons una investigació del Senat dels Estats Units, i havia ajudat Caterpillar Inc. a reduir dràsticament els seus impostos durant més d'una dècada. Els beneficis valorats en 8.000 milions de dòlars es van traslladar dels Estats Units a Suïssa, cosa que suposadament va permetre estalviar més de 2.400 milions de dòlars en impostos nord-americans durant una dècada. A Suïssa els beneficis van tributar al 4%. Un director gerent de PricewaterhouseCoopers que va participar en el disseny del pla d'estalvi fiscal havia escrit aleshores a un soci de PwC: "Ens retirarem tots quan sigui això. . . arriba a l'auditoria ".
El 1990, el Servei d'Impostos Interns dels Estats Units es va apoderar de la majoria dels actius de Willie Nelson, al·legant que devia 32 milions de dòlars en impostos posteriors, incloses les sancions i els interessos. Va demandar Price Waterhouse, afirmant que el van posar en refugis fiscals que més tard van ser desautoritzats per l'IRS. La demanda es va resoldre el 1994 per un import no revelat.
American International Group Inc.
El 2005 BusinessWeek va informar que PwC era l'auditor d'American International Group Inc. durant els anys d'AIG de "tractes qüestionables" i impropietats comptables. AIG el 30 de març de 2005 va dir que els tractes amb una companyia d'assegurances amb seu a Barbados, per exemple, poden haver estat comptabilitzats incorrectament durant els darrers 14 anys, perquè una empresa afiliada a l'AIG podria haver estat cobrint secretament les pèrdues d'aquesta asseguradora. BusinessWeek va dir que PwC també semblava haver "caigut la pilota" en els acords entre AIG i General Re Corp de Berkshire Hathaway Inc. General Re va transferir 500 milions de dòlars en primes i primes anticipades a AIG. BusinessWeek va preguntar: "L'auditor va fer la seva feina verificant que AIG assumia riscos en reclamacions superiors als 500 milions de dòlars, cosa que permetia que AIG comptabilitzés l'acord com a assegurança? Això és Accounting 101 en qualsevol transacció de reassegurança".
PwC també va ser criticat per diversos testimonis durant la investigació de la Comissió d'Investigació de Crisi Financera del 2010 sobre el col·lapse d'AIG en la crisi financera del 2007-2008, després que l'asseguradora no pogués complir les seves obligacions col·laterals amb Goldman Sachs. S'esperava que l'asseguradora cobrís la diferència de valor entre els contractes de permutes per defecte de crèdit que havia venut a Goldman Sachs, però el cap de la unitat d'AIG no estava d'acord amb la valoració que presentava Goldman. Segons una nota publicada per Business Insider, els testimonis es preguntaven com PwC signava els comptes d'AIG i Goldman Sachs quan feien servir mètodes de valoració diferents per als contractes de permutes (i, per tant, els van reservar valors diferents als seus comptes).
Suspensió de ChuoAoyama
ChuoAoyama Audit Corporation (ū 青山 監 査 法人, Chūō-Aoyama Kansa Hōjin) va ser la filial japonesa del servei de garantia de PwC des de l'abril del 2000 fins al 2006. El maig del 2006, l'Agència de Serveis Financers del Japó va suspendre ChuoAoyama de la prestació d'alguns serveis d'auditoria legal per a dos mesos després del col·lapse de la companyia de cosmètics Kanebo, de la qual es van trobar tres dels socis que col·laboraven amb fraus comptables per ocultar dèficits d'uns 1.900 milions de dòlars al llarg de cinc anys. Els comptables van rebre suspensions de presó fins a 18 mesos del jutjat del districte de Tòquio després que el jutge els considerés un "paper passiu" en el crim. La suspensió va ser la primera imposada a una important empresa comptable del país. Molts dels clients més importants de la firma es van veure obligats a trobar auditors de reemplaçament abans de començar la suspensió aquell juliol.
Poc després de la suspensió de ChuoAoyama, PwC va actuar ràpidament per frenar qualsevol possible desgast del client com a conseqüència de l'escàndol. Va crear el PricewaterhouseCoopers Aarata i alguns dels comptables de ChuoAoyama i la majoria dels clients de ChuoAoyama es van traslladar a la nova firma. ChuoAoyama va reprendre les seves operacions l'1 de setembre de 2006 amb el nom de Misuzu. No obstant això, en aquest moment les dues empreses combinades tenien un 30% menys de clients que ChuoAoyama abans de la seva suspensió. Misuzu es va dissoldre el juliol de 2007.
Assentament Tyco
El juliol de 2007, PwC va acordar pagar 229 milions de dòlars EUA per resoldre una demanda col·lectiva interposada pels accionistes de Tyco International Ltd. per un frau comptable multimilionari. El cap executiu i el director financer de Tyco van ser declarats culpables de saquejar 600 milions de dòlars de la companyia.Indian companies scandals
El 2007, l'agència de normes de comptabilitat de l'Índia, ICAI, va trobar culpables de negligència professional els socis de PwC per subaprovisionar els actius no rendibles del ja desaparegut Global Trust Bank. Això va provocar que l'RBI prohibís a PwC auditar qualsevol empresa financera durant més d'un any. PwC també es va associar amb l'escàndol comptable del DSQ Software amb seu a l'Índia, que es va esfondrar el 2003.
El gener de 2009, PwC va ser criticada, juntament amb els promotors de Satyam, una empresa índia de TI que cotitzava al NASDAQ, per un frau de 1.500 milions de dòlars. "a causa de les divulgacions fetes pel (ex) president de Satyam i posteriorment va retirar les seves opinions d'auditoria. El braç dels EUA de PwC "va ser el revisor de les sol·licituds dels Estats Units per a Satyam". En conseqüència, es van presentar demandes als EUA amb PwC com a acusat. Dos socis de PricewaterhouseCoopers, Srinivas Talluri i Subramani Gopalakrishnan, van ser acusats per l'Oficina Central d'Investigació de l'Índia en relació amb l'escàndol de Satyam. Després de l'esclat de l'escàndol, Subramani Gopalakrishnan es va retirar de l'empresa després d'arribar a l'edat obligatòria de jubilació, mentre que Talluri va romandre en suspensió de l'empresa.
Després de l'escàndol Satyam, l'Associació per a Inversors Petits Inversors (SIGA), amb seu a Bombai, va sol·licitar al regulador borsari de l'Índia SEBI que prohibís permanentment PwC i confiscés els seus actius a l'Índia al·legant més escàndols com "manipulacions d'accions de Ketan Parekh".
El 2015 PwC Índia va dir que estava decebut amb la sentència judicial del cas dient: "Com hem dit moltes vegades, mai no s'ha presentat cap evidència que cap dels nostres antics socis S Gopalakrishnan ni Srinivas Talluri estiguessin involucrats o fossin conscients de la frau dirigit per la gestió a Satyam. Entenem que Gopal i Talluri estan considerant presentar una apel·lació contra aquest veredicte. "El 2018, el regulador de valors de l'Índia va prohibir a PwC prestar serveis d'auditoria a empreses cotitzades en borsa durant 2 anys, i a PwC se li va imposar una multa de 2 milions de dòlars a més de la suspensió El setembre de 2019, aquesta prohibició va ser anul·lada pel tribunal d'apel·lació de valors en què afirmava que no hi havia proves de connivència de PwC en l'estafa. El tribunal també va declarar que SEBI no tenia jurisdicció sobre les empreses d'auditoria i que només l'ICAI podia dictar aquesta ordre.
Associació amb la contractació d'una persona acusada en un cas de contraban d'or
PwC, que presta servei de consultoria al Departament de Tecnologies de la Informació del govern de Kerala i al seu projecte de parc espacial, ha estat criticat per haver nomenat la senyora Swapana Suresh, que és una persona acusada en un cas de contraban d'or a través d'una bossa diplomàtica. Després d'una investigació, el govern de Kerala va decidir posar fi als serveis de consultoria de PwC per al projecte del parc espacial proposat a Thiruvananthapuram. PwC va subcontractar el recurs a un proveïdor, Vision Technologies, però el govern considera que la responsabilitat principal correspon a PwC per contractar la senyora Swapna Suresh. Fins i tot abans d'aquests esdeveniments, l'obertura de l'oficina de PwC a la secretaria de Kerala havia atret serioses crítiques del partit de l'oposició. Després d'això, PwC va emetre aclariments sobre la contractació de la senyora Swapna Suresh en afirmar que va ser contractada sobre la base d'un informe de verificació d'antecedents d'antics empresaris, així com d'una verificació d'antecedents penals en aquell moment.
Processaments de Yukos
Yukos era una companyia russa de petroli i gas que va ser objecte de processos de motivació política per part de les autoritats russes. Els actius de la companyia es van vendre per suposats impostos impagats i es va declarar en fallida. Les auditories de PwC van ser la base per a la defensa de la firma en una sèrie de processos continuats contra l'exexecutiu, Mikhail Khodorkovsky, i l'exaccionista majoritari, Platon Lebedev. Les autoritats russes van anar després a PwC. El març del 2007 la policia va atacar les oficines de PwC a Moscou, confiscant documents relacionats amb Yukos i acusant i condemnant PwC per no haver pagat 243 milions de rubles, o 9,4 milions de dòlars, en impostos. PwC va retirar les seves auditories de Yukos i, menys de dues setmanes després, les autoritats van autoritzar PwC de qualsevol falta en relació amb la seva auditoria.
El 2010, Joe Nocera al New York Times va escriure: "El 2007, amb la perspectiva de la llibertat condicional a l'horitzó, els mateixos fiscals —amb la qual sembla ser la complicitat de PricewaterhouseCoopers, la firma comptable de llarga data de Yukos— van acusar els dos homes (Mikhail B Khodorkovsky i Platon Lebedev), de nou, portant una nova ronda de càrrecs kafkians ".
El 2010, es va revelar que el govern rus va pressionar PwC perquè retirés les auditories.
Un cable de l'ambaixada dels Estats Units a Moscou va afirmar que el judici tenia una motivació política i que una deposició en un tribunal dels Estats Units per PricewaterhouseCoopers pot demostrar que PwC va ser pressionat pel govern rus perquè retirés les seves auditories anteriors de Yukos. Una font de l'ambaixada va assenyalar que "si es retiressin adequadament les auditories, aquesta seria una" marca negra "per a la defensa; en cas contrari, podria ajudar a la defensa, però embrutaria molt la reputació internacional de PWC".
Cas Transneft Russia
Un cop finalitzada la construcció del gasoducte ESPO (Sibèria Oriental-Oceà Pacífic) per Transneft el desembre de 2010, un informe oficial de la Cambra d'Auditoria de la Federació Russa va suggerir que els privilegiats de Transneft van robar 4.000 milions de dòlars. Un president del Consell de la Federació, Sergei Mironov, va demanar una investigació. Aleksei Navalni, un accionista minoritari de Transneft i advocat, va acusar la companyia d'actes il·lícits al seu bloc personal i va criticar PwC, l'auditor de Transneft, d'ignorar les seves advertències. PwC va negar les malifetes i va afirmar que "creiem que no hi ha absolutament cap motiu per a aquestes denúncies i estem darrere del nostre treball per a OAO AK Transneft".
Northern Rock
El 2007, PwC va ser criticada pel Treasury Select Committee del Parlament del Regne Unit per ajudar a Northern Rock, client de la firma, a vendre els seus actius hipotecaris alhora que actuava com a auditor. El 2011, una investigació de la Cambra dels Lords va criticar PwC per no cridar l'atenció sobre els riscos del model de negoci seguit per Northern Rock, que va ser rescatat pel govern del Regne Unit durant la crisi financera.
Auditoria de valors de JP Morgan
El 2012, el Comitè de Disciplina Actuarial i de Comptabilitat (AADB) del Regne Unit va multar a PwC amb un rècord d'1,4 milions de lliures esterlines per haver informat erròniament a l'Administració de serveis financers que JP Morgan Securities havia complert les normes sobre diners dels clients que protegien els fons dels clients. Els comptables es van descuidar de comprovar si JP Morgan tenia els sistemes correctes i no van reunir proves suficients per formar opinions sobre el tema i, en conseqüència, no van informar que JP Morgan no va mantenir els diners dels clients separats dels diners de JP Morgan. La multa de 1,4 milions de lliures era en aquell moment la penalització més gran aplicada a una empresa de comptabilitat professional del Regne Unit.
Privatització de l'aigua a Delhi
El Banc Mundial va trobar que PwC estava afavorit èticament pel intent de privatitzar el sistema de distribució d'aigua de Delhi, Índia, un esforç que els investigadors van al·legar com a corrupte. Quan es va fer una licitació, PwC va fallar repetidament en cada ronda i el Banc Mundial va pressionar en cada cas PwC perquè passés a la ronda següent i finalment guanyés l'oferta. L'esforç de privatització es va reduir quan Arvind Kejriwal i l'organització no governamental (ONG) Parivartan van dur a terme una investigació el 2005. Després de presentar una sol·licitud de Dret a la Informació (RTI), Parivartan va rebre 9.000 pàgines de correspondència i consulta amb el Banc Mundial., on es va revelar que la privatització del subministrament d'aigua de Delhi proporcionaria sous de 25.000 dòlars al mes a quatre administradors de cadascuna de les 21 zones d'aigua, que ascendien a més de 25 milions de dòlars anuals, augmentant el pressupost en més del 60% i els impostos sobre l'aigua 9 vegades.
Parivartan va acostar-se per primera vegada a Delhi Jal Board (DJB), que administra el sistema d'aigua de Delhi, el novembre del 2004, després d'un informe del diari The Asian Age, on l'esquema va ser revelat al públic per primera vegada. El DJB va negar l'existència del projecte, però després d'un recurs, la sol·licitud de RTI va ser acceptada. Els documents revelaven que el projecte va començar el 1998, amb total secretisme a l'administració de DJB. El DJB es va adreçar al Banc Mundial per obtenir un préstec per millorar el sistema d'aigua, que va aprovar, i l'esforç va començar amb un préstec de consulta de 2,5 milions de dòlars. El govern de Delhi podria haver facilitat els diners fàcilment i el tipus d'interès del 12% que havia de prestar el Banc Mundial s’hauria pogut elevar als mercats de capitals per un 6%. Després de la consulta, es van presentar 35 empreses multinacionals, de les quals sis havien de ser seleccionades. Quan PwC ocupava el 10è lloc, el Banc Mundial va dir que almenys una empresa hauria de ser d'un país en desenvolupament i, des que PwC va fer l'oferta des de la seva oficina de Kolkata, va ser batejada com una empresa "índia" i el seu rang es va elevar al sisè lloc. . Quan PwC va fallar a la segona ronda, el Banc Mundial va pressionar el DJB perquè tornés a començar amb una nova ronda de licitacions. Només una empresa va tenir èxit en la nova ronda que no era PwC, i el Banc Mundial va obtenir les notes més baixes d'un avaluador expulsat. El contracte es va adjudicar a PwC el 2001. Després de la investigació de Parivartan, Kejriwal, Aruna Roy i altres activistes de Delhi van fer una campanya i el DJB va retirar la sol·licitud de préstec al Banc Mundial.
Bovins
El 2013, Cattles plc va iniciar una acció judicial contra PwC al Regne Unit pel que fa a les auditories del 2006 i del 2007, al·legant que PwC no havia dut a terme les investigacions adequades. Cattles, una empresa de finançament del consumidor del Regne Unit, va descobrir més tard les febleses del control que van fer que el seu llibre de préstecs es materialitzés materialment en el seu balanç; després d'haver estat cotitzada com a empresa FTSE250, posteriorment va perdre la seva cotització. PwC va impugnar aquesta reclamació legal. La demanda es va resoldre extrajudicialment en condicions no revelades.
El Financial Reporting Council (FRC) va emetre una multa de 2,3 milions de lliures esterlines a PwC i va ordenar a l'empresa que pagués 750.000 lliures esterlines després de la investigació de les auditories de bovins i la seva principal filial comercial. PwC va admetre que la seva "conducta va ser significativament inferior als estàndards raonablement esperables d'una empresa membre" pel que fa als estats financers del 2007. El FRC va dir que PwC no tenia proves d'auditoria suficients sobre l'adequació de les provisions per a pèrdues de préstecs.
Informe del PCAOB sobre les inspeccions d'auditoria
L'informe del Comitè de Supervisió de la Comptabilitat d'Empreses Públiques (PCAOB) sobre el treball d'auditoria realitzat per PwC el 2014 respecte a empreses públiques nord-americanes va identificar deficiències importants en 17 de 58 auditories examinades. L'informe del PCAOB sobre la feina realitzada el 2015 va identificar deficiències importants en 12 de 55 auditories examinades.Quinn Insurance
El 2015, PwC Ireland va ser demandada pels administradors conjunts de Quinn Insurance Limited (QIL) per 1.000 milions d'euros. Després d'haver estat auditat per PwC durant els anys 2005 a 2008, QIL va entrar en administració el 2010. Els administradors van al·legar que PwC hauria d'haver identificat una subestimació material de les disposicions de QIL per a reclamacions.
Connaught plc
Connaught plc, antiga companyia britànica d'externalització de l'índex FTSE 250 que operava en el manteniment de la propietat per al sector públic d'habitatge social i públic, va ser posada en administració el 2010 després d'informar de pèrdues materials. El 2017, el Financial Reporting Council (FRC) va retreure severament PwC i el seu soci d'auditoria després d'una investigació de la seva conducta respecte a l'auditoria de Connaught del 2009. PwC va rebre una multa rècord de 5 milions de lliures addicionals.
Tesco
El 2014, Tesco, un minorista del Regne Unit, va anunciar que havia sobreestimat els beneficis en 263 milions de lliures esterlines informant de descomptes amb els proveïdors. El Financial Reporting Council va iniciar una investigació sobre pràctiques comptables a Tesco i sobre la conducta de PwC en la realització de les seves auditories el 2012, 2013 i 2014. Dos membres del Comitè d'Auditoria de Tesco, encarregats de controlar la relació de Tesco amb els seus auditors, ja havien treballat prèviament per PwC, inclòs el seu president, Ken Hanna; més tard es va aturar. El 2015 PwC va ser substituït com a auditor de Tesco, acabant un compromís de 32 anys, després d'un procés de licitació al qual no van participar. El juny de 2017, el Financial Reporting Council va dir que no hi havia cap "perspectiva realista" que un tribunal del gos de vigilància comptable del Regne Unit dictamini contra l'auditor PwC pel que fa a la seva participació en el cas de Tesco del 2014.
Bank of Tokyo-Mitsubishi UFJ
El 2014, els reguladors bancaris de Nova York van investigar el Banc de Tòquio-Mitsubishi UFJ pel seu paper en encaminar pagaments per a clients iranians a través de la seva sucursal de Nova York en violació de les sancions dels Estats Units. Es va comprovar que PwC havia alterat un informe d'investigació sobre el tema; La mateixa PwC va rebre una multa de 25 milions de dòlars en relació amb la qüestió.
Multinacionals a Luxemburg
La firma va ajudar les empreses multinacionals a obtenir 548 resolucions fiscals legals a Luxemburg entre el 2002 i el 2010. Les resolucions donaven garantia per escrit que les autoritats luxemburgueses veurien favorablement els plans d'estalvi fiscal de les empreses multinacionals. Les empreses van estalviar milers de milions de dòlars en impostos amb aquests acords. Algunes empreses van pagar menys d'un impost per cent sobre els beneficis que van transferir a Luxemburg. Els empleats o antics empleats de PwC van proporcionar documentació de les resolucions als periodistes. El 2013 i el 2014, el cap d'impostos de PwC UK va ser cridat davant del comitè de comptes públics del Regne Unit i va ser interrogat sobre mentides sobre la comercialització d'aquests esquemes d'evitació fiscal. Va dir al comitè que el finançament, les inversions i l'estructura fiscal són legals i que el govern britànic coneix molt. "Si voleu canviar el règim fiscal Lux, els polítics podrien canviar el règim fiscal Lux". Les divulgacions van atreure l'atenció i els comentaris internacionals sobre els esquemes d'evasió fiscal a Luxemburg i altres paradisos fiscals. Les revelacions van conduir posteriorment a una sèrie de mesures a tota la UE destinades a regular esquemes d'evasió fiscal i sondejos fiscals a diverses empreses de la UE. El 2016 PwC va iniciar càrrecs contra els dos denunciants que van revelar la controvèrsia fiscal LuxLeaks, i van ser condemnats i condemnats amb penes de presó suspeses i multats. El març de 2017, un tribunal d'apel·lació de Luxemburg va confirmar les condemnes dels dos denunciants, però amb sentències reduïdes.
Petrobras Brasil
El 2015, la fundació Bill & Melinda Gates del fundador de Microsoft, Bill Gates, va demandar la companyia petroliera Petrobras i la firma comptable PwC al Brasil per pèrdues d'inversió a causa de la corrupció de la companyia petroliera brasilera. Els expedients també van al·legar que PricewaterhouseCoopers Auditores Independentes, afiliada al Brasil de PwC, va tenir un paper important en donar fe dels estats financers de Petrobras i ignorar les advertències.
Austràlia
El 2016, Luke Sayers, aleshores director general de PwC Austràlia, va fer que la firma preparés un informe que projectés el cost excessiu d'un plebiscit sobre el matrimoni gai. Mark Allaby, alt executiu de PwC, va deixar el consell de l'organització de pressió religiosa extrema Australian Christian Lobby, un grup que feia campanyes contra el matrimoni homosexual, després de la indignació pública i la pressió de PwC Austràlia.
El 2007, el gegant del centre comercial Centro va subestimar el seu passiu per més de 3.000 milions de dòlars i gairebé es va esfondrar quan no va poder refinançar el seu deute durant la crisi financera mundial. PwC va ser auditor de Centro i va admetre negligència. El 2012, Centro i PwC van pagar un acord de 200 milions de dòlars per resoldre l'acció col·lectiva d'accionistes, la més gran mai feta a Austràlia.
BHS
El 2016 PwC al Regne Unit va ser investigada pel Financial Reporting Council sobre la seva conducta en relació amb l'auditoria de BHS per al 30 d'agost de 2014. PwC va completar la seva auditoria d'estats financers en què BHS es va descriure com a empresa en activitat dies abans de la seva venda per £ 1 a un consorci sense experiència al detall. BHS es va esfondrar l'any següent amb un dèficit substancial en el seu fons de pensions.
Demanda de mala praxi mundial
El 2016, un jutge federal dels Estats Units va rebutjar l'oferta de PwC per desestimar una demanda de 3.000 milions de dòlars acusant la firma comptable de mala praxi professional per haver ajudat a provocar la fallida d'octubre de 2011 de MF Global, una corredoria dirigida anteriorment per l'exgovernador de Nova Jersey, Jon Corzine.
BT Itàlia
BT Group (British Telecom), client de PwC, va informar el 2017 que els beneficis de la seva filial italiana s’havien superat en 530 milions de lliures esterlines. Segons els informes, BT va demanar la substitució immediata de PwC com a auditors després d'un trencament de la confiança, però va tenir relacions comercials existents amb les altres firmes Big 4 que haurien impedit el seu nomenament anticipat. BT va declarar posteriorment que la seva auditoria es posaria a licitació per identificar un substitut de PwC. El juny de 2017, el Financial Reporting Council va iniciar una investigació de les auditories de BT de PwC que abastaven els anys 2015 a 2017.
Cas Lezo
El 2017 PwC Espanya va ser investigada per l'Audiència Nacional espanyola com a part del cas Lezo per participar i beneficiar-se de la malversació de fons públics per finançar il·legalment el partit polític del Partit Popular (PP) a la Comunitat de Madrid.
PrivatBank
PwC Ucraïna va retirar la seva llicència d'auditoria pel Banc Nacional d'Ucraïna el juliol de 2017 per la seva suposada "verificació d'informació financera falsa" que va provocar un forat del balanç de 5.500 milions de dòlars a PrivatBank. El govern d'Ucraïna havia hagut de rescatar PrivatBank per nacionalització el 2016 per protegir els seus 20 milions de clients.
Cas ESNC
Al desembre de 2016, investigadors de l'empresa d'investigació de seguretat SAP ESNC van descobrir una vulnerabilitat al programari de PwC que podia permetre a una part malintencionada manipular documents comptables i resultats financers, evitar els controls de gestió de canvis i evitar la segregació de restriccions de tasques que podrien provocar fraus, robatoris o manipulació de dades sensibles, així com les transaccions de pagaments no autoritzats i la transferència de diners. PwC va intentar suprimir aquesta investigació per mitjans legals i mitjançant una ordre de "cessar i desistir", però els investigadors van publicar els seus resultats independentment.
Auditoria del Banc Colonial
El 2017, el Tribunal de Districte dels Estats Units per al Districte Mitjà d'Alabama va responsabilitzar PwC per negligència professional en la seva auditoria de Colonial Bank, que va fracassar el 2009 després de presentar informació financera materialment falsa a la SEC. El 2018, un jutge federal va ordenar més tard a PwC pagar el FDIC de 625 milions de dòlars, la sentència més gran que s’ha fet mai contra una firma d'auditoria dels Estats Units. El FDIC va arribar a un acord de 335 milions de dòlars amb PwC el març de 2019.
Demanda de discriminació per edat
El 2018, PwC va ser acusat d'haver contractat desproporcionadament treballadors més joves i d'afavorir “un lloc de treball conscient de l'edat en què es valora molt la joventut”. Els demandants van estimar que els sol·licitants més joves tenen més d'un 500% de probabilitats de ser contractats que els candidats majors de 40 anys. Al març del 2019, un jutge federal de San Francisco va certificar una acció col·lectiva relacionada amb el cas.
Revisió d'inversions AVP de Luke Sayers
El 2018, el conseller delegat de PwC Austràlia, Luke Sayers, va estar connectat a problemes percebuts de conflictes d'interessos relacionats amb una inversió personal a Australian Visa Processing (AVP), una empresa participada parcialment per PwC que presentava una licitació per redissenyar i gestionar el processament de visats d'Austràlia. un sistema que pot tenir un valor de milers de milions de dòlars, cosa que comportaria un avantatge financer important per als seus inversors. Aquesta inversió va provocar una "tempesta a l'empresa", la injecció de PwC Global i una revisió de PwC Austràlia de la seva política d'inversió personal per a socis. L'opció d'invertir no s'havia ofert a tots els socis ni a tota l'empresa. Es va anunciar una revisió sobre la manera com els socis fan inversions personals.
Corrupció d'Angola
El 2020, el Consorci Internacional de Periodistes d'Investigació (ICIJ) va filtrar més de 700.000 documents interns que revelaven que PwC havia facilitat múltiples gestions en què Isabel dos Santos, la filla de l'expresident d'Angola, va fer fortuna mentre estava al capdavant de la petroliera estatal., Sonangol. Dos Santos va establir una xarxa de més de 400 empreses per facilitar l'evasió fiscal i la direcció de milions de dòlars de contractes estatals angolans a empreses sota el seu control. El seu marit, l'empresari i col·leccionista d'art congolès Sindika Dokolo, va guanyar milions d'una sospitosa associació unilateral amb la companyia estatal de diamants, Sodiam, per comprar una participació del joier de luxe suís De Grisogono. Després de les revelacions de l'ICIJ, PwC va indicar que posaria fi a la seva relació amb Dos Santos.
Pedra de vigilància
L'agost de 2020, Watchstone (abans coneguda com a Quindell) va presentar una demanda per valor de 63 milions de lliures esterlines contra PwC. PwC és demandat per conspirar contra un antic client; segons la demanda, l'empresa va lliurar informació sobre el client a un competidor en el curs d'un enfocament d'adquisició.